# Escuela de Defensa Nacional de Tailandia
La Escuela Nacional de Defensa de Tailandia (en tailandés: วิทยาลัย ป้องกัน ราช อาณาจักร) es un centro educativo superior de Tailandia que ofrece formación avanzada para los altos cargos oficiales, militares y civiles. Depende del Cuartel General Supremo del Ministerio de Defensa. La escuela fue fundada el 2 de febrero de 1955 por el Mariscal de Campo Plaek Phibunsongkhram.
Entre sus antiguos alumnos se encuentran los militares y políticos más relevantes del país. Entre ellos se incluyen al dictador Thanom Kittikachorn, el primer ministro Sanya Thammasak, el también dictador Kriangsak Chomanan, el presidente del Consejo Privado del Rey, Prem Tinsulanonda, el líder del golpe de Estado de 2006 y Presidente del Consejo de Seguridad Nacional, Sondhi Boonyaratklin y el general Saprang Kalayanamitr.